# ラブハンターしずる
『ラブハンターしずる』は、バンダイナムコゲームス・ナムコレーベルが2008年6月2日より配信している携帯電話アプリゲーム。対応キャリアはソフトバンクモバイル・S!アプリ（3G）、NTTドコモ・iアプリ、au・EZアプリ（BREW）。

## 概要
ジャンルは恋愛シミュレーション+クイズ、キャラクターデザインは魚。
生まれてこのかた異性運に全くと言って良いほど恵まれない主人公は、見習い天使・しずるの昇級試験に付き合わされる形で4人のヒロインの内1人と30日以内に恋愛を成就させなければならなくなってしまう。

### ゲームシステム
1日単位で4人のヒロインから1人を選択し、ヒロインが出す本人の趣味・嗜好に関する三択問題に答えて行く。1〜15日目は4問中3問、16〜30日目は4問全てに正解するとヒロインとの日常会話に移り、三択でヒロインが喜ぶ回答をすると好感度が上昇。正解率がノルマに達しなかった場合はミニゲームへ移り、ゲームをクリアすれば日常会話に進める。正答率やミニゲームの成績が好感度に影響することは無く、日常会話を外してしまった場合でも一旦上がった好感度が下がることは無い。
これを繰り返す内にイベントが発生し、最終日までに好感度が一定以上に達すると個別のエンディングとなる。但し、必ず好感度を最大にしなければエンディングを迎えられないヒロインもいる。

### ミニゲーム
ヒロインの質問に対する正答数がノルマに達しなかった場合、ランダムで課される以下のミニゲームに挑戦することになるが、ゲームの難易度は正答数が少ないほど高くなる。
落としてハートを集めよう
ベーゴマの要領でフィールド上の悪魔を全てリングアウトさせる。相手を弾き飛ばすスピンアタックが3回だけ使用可能。
ゴールのハートを取ろう
画面左から右へ障害物を回避しながら走り抜ける「メトロクロス」風のゲーム。
ハートを守り抜こう
左・左上・上・右上・右の5方向から1体ずつ、画面中央のハートを狙って出現する悪魔を弓矢で撃退する。

## 登場キャラクター
主人公
初期設定の名前は健児（けんじ）。生まれてこのかた異性運に全くと言って良いほど恵まれていないが、目の前に現れた見習い天使・しずるから強引に4人の女の子と引き合わされ、30日以内に4人の内1人と恋愛を成就させるよう求められる。
しずる
見習い天使。昇級に必要な成績を充足させられなかったため、試験として30日以内に異性運が無い主人公の恋愛を成就させるという課題を与えられる。

### ヒロイン
渋沢 エリカ（しぶさわ - ）
8月8日生まれのO型。 B 85 / W 58 / H 83
ファッションに関する問題を出して来る。カラオケでアニソンを歌うのが趣味。
牧村 純（まきむら じゅん）
2月19日生まれのA型。 B 82 / W 57 / H 84
星占いに関する問題を出して来る。礼儀正しく、やや内向的。
佐伯 郁緒（さえき いくお）
9月11日生まれのAB型。 B 78 / W 56 / H 79
スポーツに関する問題を出して来る。運動神経抜群だが、背の低さがコンプレックスで子供扱いされることを嫌う。
沖宮 静菜（おきみや せいな）
11月4日生まれのB型。 B 88 / W 55 / H 86
日本の文化に関する問題を出して来る。茶道の家元の娘だが、本人はコーヒーが好き。